# María Tardón Olmos
María Tardón Olmos (Zarzuela del Pinar, Segòvia, octubre de 1957) és una política i jutgessa espanyola. Entre 1999 i 2003 va ser regidora del PP a Madrid. Actualment magistrada veterana del jutjat central d’instrucció número 3 de l'Audiència Nacional, després de succeir a la magistrada Carmen Lamela, vol processar Gonzalo Boye, l’advocat del president exiliat Carles Puigdemont, per un suposat delicte d'emblanquiment de diners.
El 2012 Tardón escrivia articles d’opinió en un blog del diari conservador espanyol El Mundo.